# John Newton
John Newton (Wapping, 4 d'agost de 1725 - 21 de desembre de 1807) fou un autor anglès d'himnes conegut sobretot per l'himne més conegut per a la tradició angloparlant cristiana: Amazing Grace (Sublim Gràcia).

## Biografia
A la primera part de la seva vida, Newton va ser comerciant d'esclaus, activitat en la qual es va destacar per la seva crueltat i abjecció, conductes de les quals es va penedir per convertir-se en pastor protestant (va arribar a clergue anglicà) i escriure aquest i molts altres himnes. Amazing Grace és la seva obra més coneguda, cantada per esglésies protestants com ara la presbiteriana, la metodista i la baptista. Posteriorment aquest himne va ser adoptat per l'Església Catòlica, fent modificacions a la lletra original.
Malgrat el seu passat com a negrer, fou un destacat abolicionista que va lluitar per erradicar d'Anglaterra el comerç d'esclaus i va fundar una important societat abolicionista, que els seus enemics van denominar despectivament Secta de Clapham.
Newton va morir el 21 de desembre de 1807 a Londres. Va ser enterrat al costat de la seva esposa a St. Mary Woolnoth (Londres). Tots dos van ser traslladats a l'església de Sant Pere i Pau a Olney el 1893.

## Període negrer i conversió

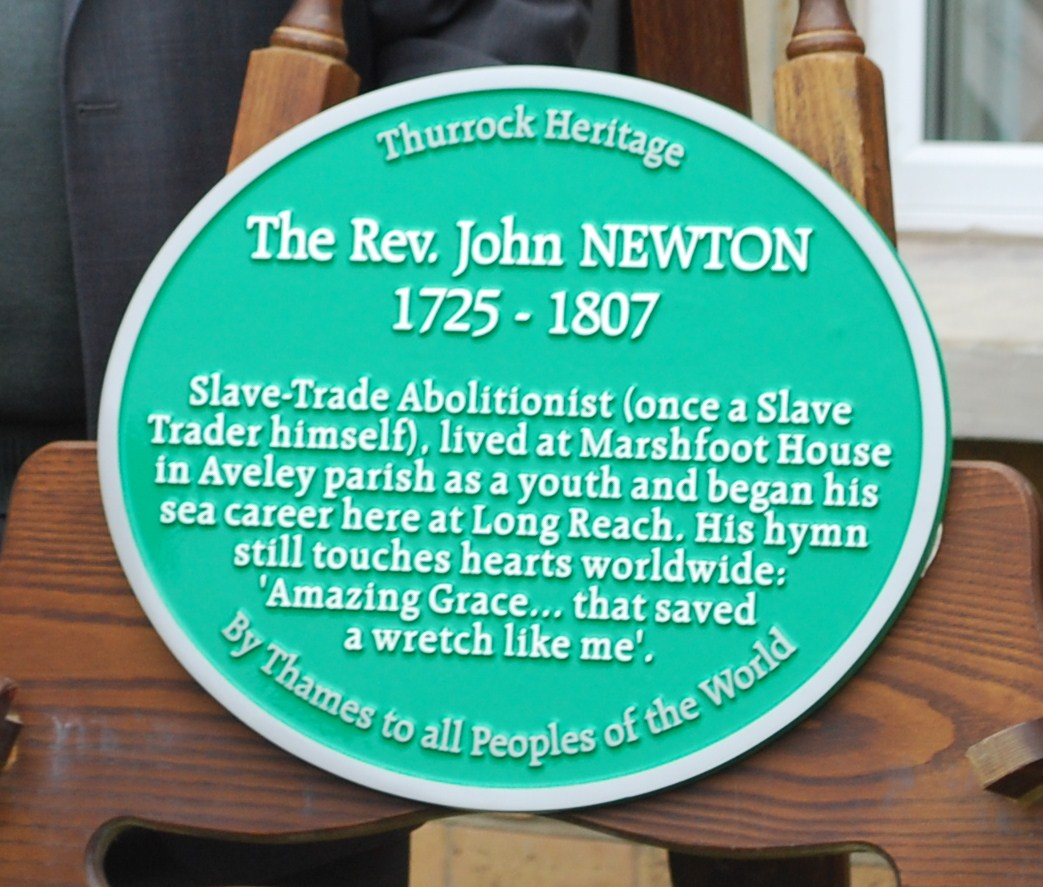
Placa a John Newton

Es va dedicar a la navegació des dels 11 anys acompanyant el pare. L'any 1743, va ser guardiamarina de la Marina anglesa durant un període, però en intentar desertar va ser capturat i sentenciat a rebre fuetades. Després va navegar en diferents vaixells dedicat al tràfic d'esclaus, on va destacar pels abusos i maltractaments que infligia a les seves víctimes. L'any 1748, durant una navegació enfront de la costa de Donegal, Irlanda, el vaixell va ser sorprès per una tempesta. Newton va despertar enmig de la nit mentre s'enfonsava i va començar a encomanar-se a Déu. Miraculosament el vaixell va poder quedar a la deriva i aconseguí de salvar-se. La data del 10 de març de 1748 li quedà marcada per a la resta de la vida. A partir d'aquell moment va evitar la blasfèmia, el joc i la beguda. Encara que continués treballant en el tràfic d'esclaus, la compassió que tenia pels esclaus anava augmentant. Més tard va dir que la conversió veritable no va passar fins al cap d'un temps: "No puc tenir-me per un creient, en el sentit ple de la paraula, fins a un temps considerable després" A Liverpool, el port més important del comerç triangular, va aconseguir un càrrec com a primer oficial a bord del vaixell negrer Brownlow, destinant a Antilles via la costa de Guinea. Mentre era en l'oest d'Àfrica (1748-1749), Newton va reconèixer la insuficiència de la pròpia vida espiritual. Va emmalaltir de febre i va professar la creença plena en Crist, demanant a Déu de prendre el comandament del seu destí. Ell, més tard, va dir que fou aleshores la primera vegada quan ell es va sentir totalment en pau amb Déu.
L'any 1788, 34 anys després de retirar-se del tràfic d'esclaus, Newton va trencar el silenci amb la publicació del full volant "Pensaments Sobre el tràfic d'esclaus", en el qual va descriure les condicions horroroses dels vaixells negrers. Va ser una forma de demanar perdó "una confessió... la qual, arriba molt tard... Això sempre serà objecte d'una humiliant reflexió per a mi: que jo era un instrument actiu, en un negoci pel qual, ara, el meu cor s'estremeix." Va enviar còpies a cada membre del parlament, i el full va resultar tan ben venut que ràpidament el va haver de reimprimir.
Newton es va fer aliat de William Wilberforce, capdavanter de la campanya parlamentària per suprimir el tràfic d'esclaus africans. Newton va viure per a veure'n el moment de triomf quan, l'any 1807, Anglaterra va promulgar la "Slave Trade Act" o Acta del comerç d'esclaus

## Sublim gràcia

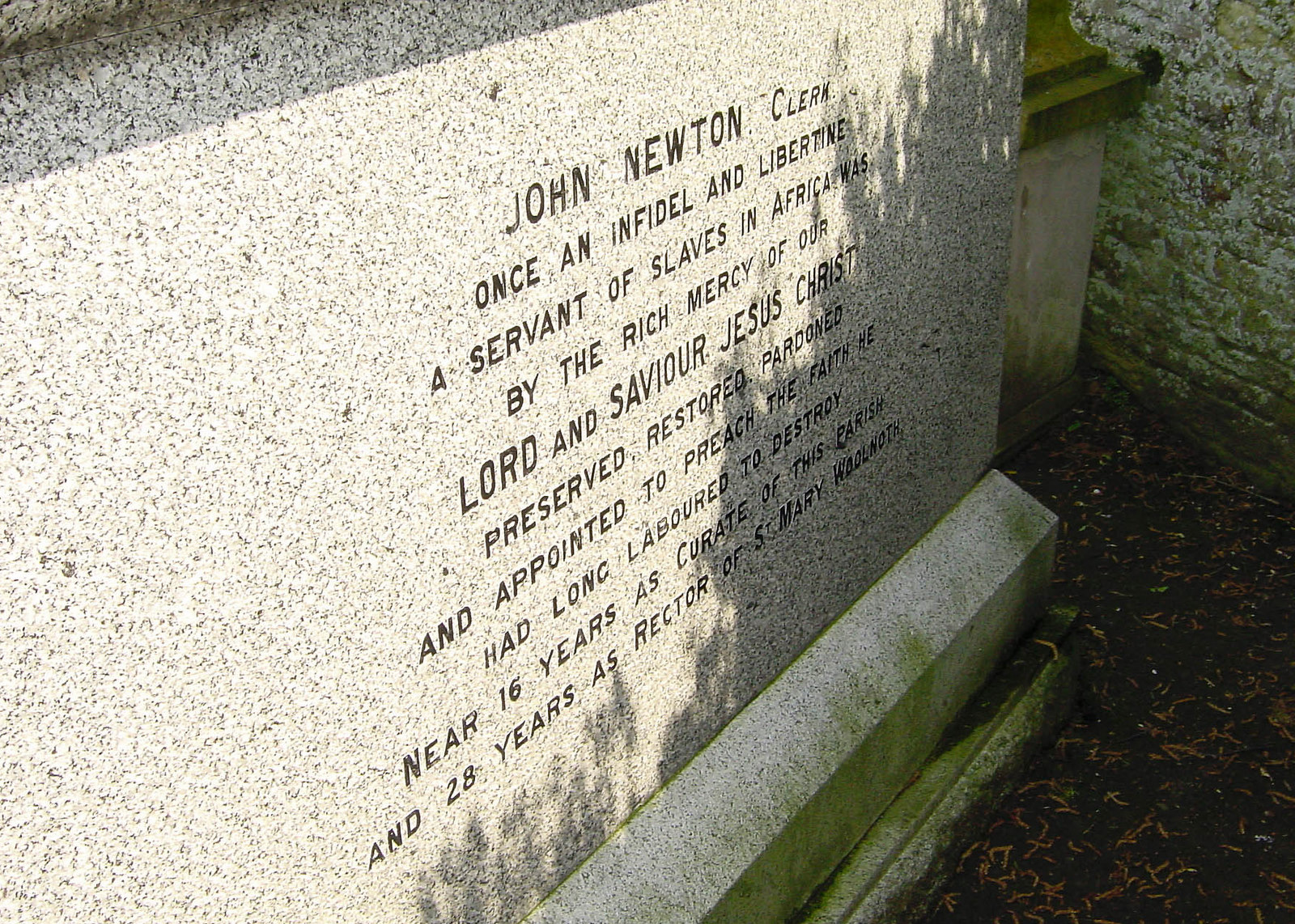
Tomba i epitafi de John Newton

Durant anys es va pensar que un cançoner de 1831 titulat Virginia Harmony era el primer testimoniatge escrit de la melodia, fins que es va descobrir el Columbian Harmony de l'any 1790. La melodia que regularment està associada al text és New Britain.